# Cătălin Țăranu
Cătălin Țăranu, né le 31 mars 1973 à Gura Humorului, en Roumanie, est un joueur de go professionnel au Japon. Il est l'un des rares joueurs européens et le seul joueur d'origine roumaine à être devenu  professionnel.

## Biographie
Cătălin a commencé à étudier le go à l'âge de 16 ans en 1989. En l'espace d'un an, il devient 1er dan amateur, et un an plus tard 4e dan amateur. Il commence alors à gagner des petits tournois en Roumanie, lorsqu'en 1995 il est invité au Japon par Saijo Masataka, joueur professionnel. Il rejoint alors la branche de la Nihon Ki-in à Nagoya et devient insei. Il devient professionnel deux ans plus tard, en 1997, en même temps que Hans Pietsch. Cette même année, il fait l'objet d'un documentaire de la chaîne japonaise de télévision NHK.
En 2001, Catalin devient 5p (5e dan professionnel).
Il revient ensuite en Roumanie pour développer le go dans son pays mais également en Europe.
En France, il participe régulièrement aux stages de la Fédération française de go dans le cadre d'activités pédagogiques.
Il a également fait des apparitions au tournoi de go de Paris notamment, en 2008, dans le cadre de l'IAGO Challenge et, en 2009, dans un cadre plus pédagogique.
Le 22 mai 2009, il dispute quatre parties (en 9x9) contre le programme MoGo de l’INRIA, dans la salle Hubert Curien des Champs Libres à Rennes,. Il gagne 3-1 (quatre abandons) selon la règle chinoise et avec un temps de 30 minutes. MoGo remporte la dernière partie avec les noirs, ce qui est une première contre un joueur professionnel.
Il a été, jusqu'en 2011, président de la Fédération roumaine de go, et il garde encore actuellement des activités de développement au sein de cette structure.
Il a été membre de l'équipe Européenne (sur qualification) de la compétition internationale SportAccord World Mind Games qui s'est déroulé en décembre 2011 à Pékin (Chine) où il a eu l'occasion de disputer des parties avec des joueurs professionnels asiatiques (Kong Jie, Keigo Yamashita, Lee Sedol pour ne citer qu'eux).

## Palmarès

### Championnat européen de go
| Année | position       |
| ----- | -------------- |
| 2003  | 2e européen    |
| 2004  | 2e européen    |
| 2005  | 2e européen    |
| 2008  | Champion       |
| 2009  | 2e européen    |
| 2010  | 3e européen    |
| 2011  | 2e (finaliste) |

### Résultats notables
| Année | Tournoi                         | Classement |
| ----- | ------------------------------- | ---------- |
| 2004  | Tournoi d'Amsterdam             | 1er        |
| 2004  | Tournoi de Brno                 | 1er        |
| 2005  | Tournoi de Hambourg             | 1er        |
| 2006  | Tournoi de go de Paris          | 5e         |
| 2006  | Coupe Européenne (à Bratislava) | 2e         |
| 2008  | Coupe Shusaku de Târgu Mureș    | 1er        |
| 2010  | Coupe Shusaku de Târgu Mureș    | 2e         |
| 2010  | Masters de Roumanie (Iași)      | 1er        |
| 2010  | Tournoi d'Istanbul              | 1er        |